# Karl-Marx-Gedenkstätte

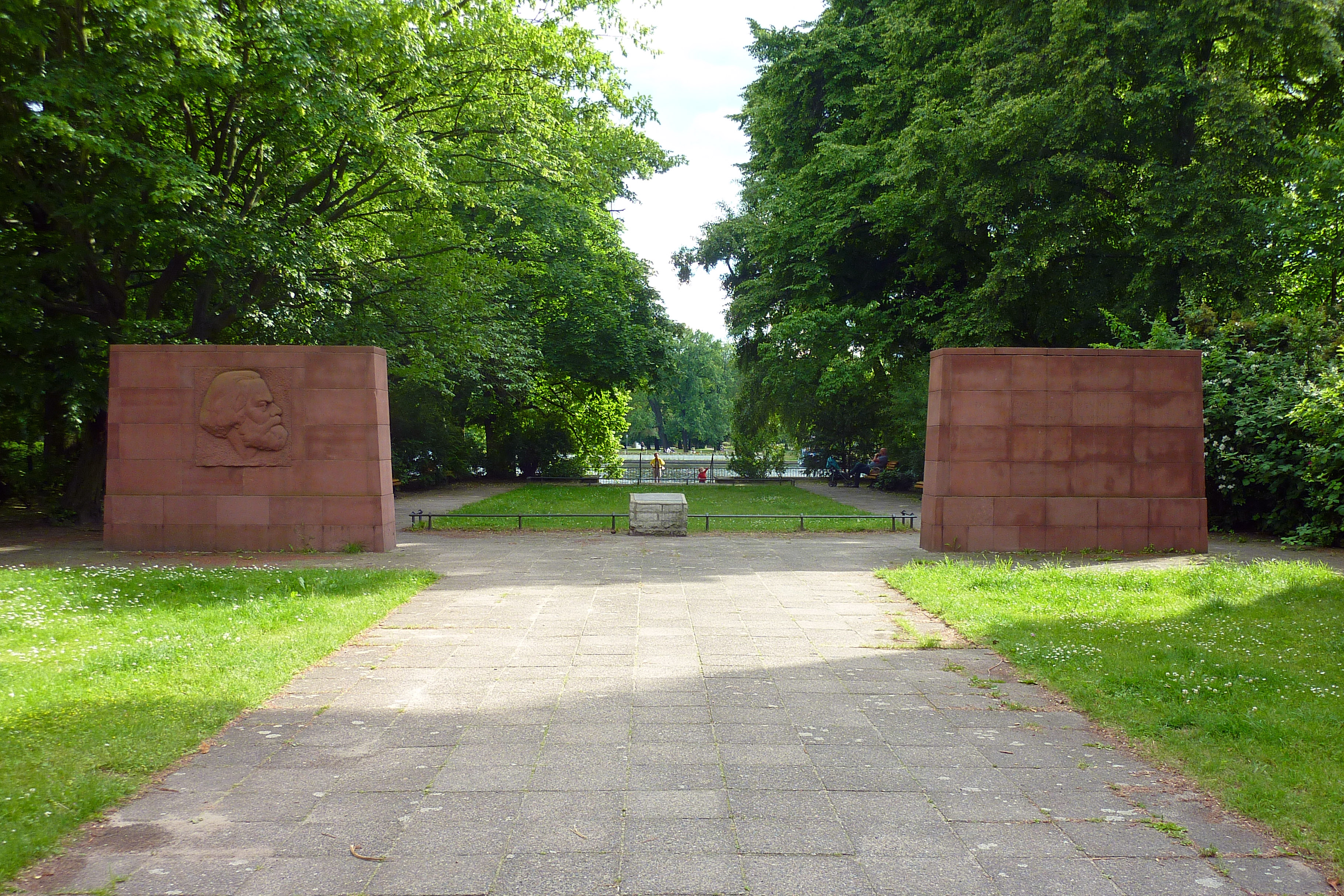
Karl-Marx-Gedenkstätte

Die Karl-Marx-Erinnerungsstätte in Berlin-Stralau ist ein 1964 gestalteter Erinnerungsort an Karl Marx, der hier als Student von April bis zum Spätsommer 1837 lebte.

## Geschichte
Karl Marx, der an der Berliner Universität ab 1836 Jura studierte, bezog im April 1837 ein Zimmer bei dem Fischer und Gastwirt Gottlieb Köhler in der Dorfstraße 11 (seit 1900: Alt-Stralau 25). Diese Unterkunft im damaligen ländlichen Umland von Berlin hatte er sich auf ärztliches Anraten gesucht, weil seine Gesundheit angeschlagen war. In einem Brief an seinen Vater beschrieb er die Unterkunft: „Und so geriet ich zum ersten Male durch die ganze lange Stadt vor das Tor nach Stralow.“ In den Sommermonaten dieses Aufenthaltes genoss Karl Marx das friedliche Landleben, erlebte einen Stralauer Fischzug, der ihm außerordentlich gefiel, und konnte an einem von seinem Wirt veranstalteten Jagdausflug teilnehmen. Zu seinen Vorlesungen im Stadtzentrum war Marx zu Fuß unterwegs. Er widmete sich in diesen Monaten intensiv seinem Studium und beschäftigte sich nebenher auch mit den damaligen philosophischen Auffassungen, in dem er vor allem Werke von Immanuel Kant, Johann Gottlieb Fichte und Schelling las.
In seiner Stralauer Wohngegend fand er Gleichgesinnte, mit denen er an langen Abenden im „Doktorclub“ manches Streitgespräch führte, wie aus weiteren Berichten an seinen Vater hervorgeht:

„Durch mehrere Zusammenkünfte mit Freunden in Stralow geriet ich in einen Doktorklub, worunter einige Privatdozenten waren und mein intimster der Berliner Freunde, Dr. Adolf Friedrich Rutenberg. Hier im Streite offenbarte sich manche widerstrebende Ansicht, und immer fester kettete ich mich selbst an die jetzige Weltphilosophie, der ich zu entrinnen gedacht. […] Ich mußte Jurisprudenz studieren und fühlte vor allem Drang, mit der Philosophie zu ringen.“

Als im Spätsommer des Jahres 1837 in Berlin eine Choleraepidemie grassierte, zog Karl Marx aus Stralau in das Zentrum von Berlin.

## Gedenkstätte
Bereits im Anschluss an das Karl-Marx-Jahr 1953 hatte eine Kommission im Auftrag der SED den Auftrag erhalten, die Aufenthaltsorte von Karl Marx in Berlin genau zu ermitteln.

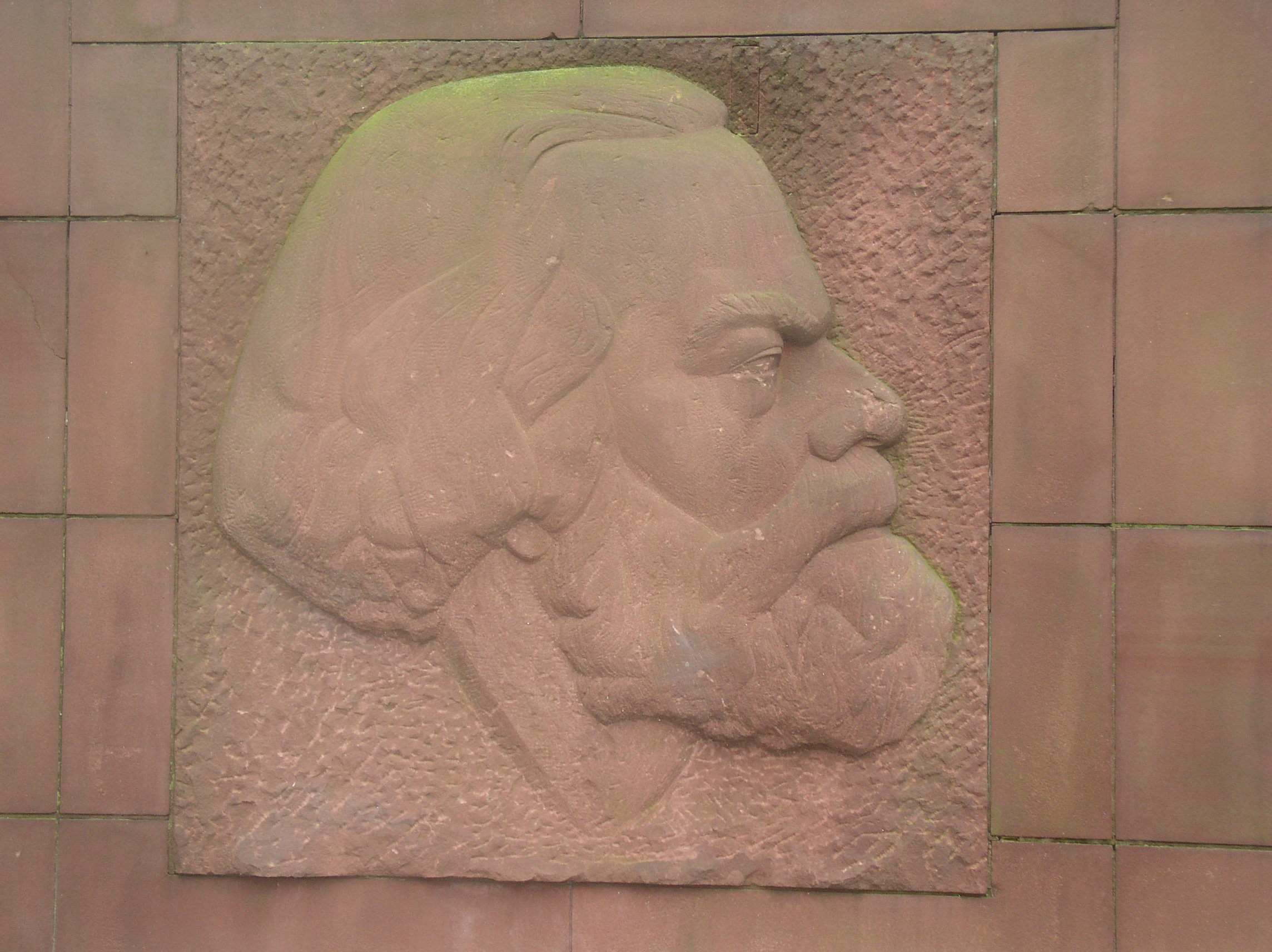
Marx-Profil

Im Jahr 1962 beschloss die DDR-Regierung, einige Lebensstationen von Karl Marx als Gedenkstätten herzurichten. So wurden anlässlich des 15. Jahrestages der DDR am Ufer der Spree nahe dem Wohnort aus dem Jahr 1837 in einer gestalteten Grünanlage zwei rechts und links eines Parkweges aufgestellte Reliefstelen aus rotem Sandstein errichtet. Der Stadtbezirk wählte dazu eine freie Fläche, auf der zuvor die Wohnhäuser von Alt-Stralau 17–19 standen, die im Zweiten Weltkrieg zerstört worden waren. Sie lag zudem in einer Sichtachse zum Sowjetischen Ehrenmal im Treptower Park. Dieses von dem Berliner Bildhauer Hans Kies (1910–1984) geschaffene Monument trägt auf einem der beiden Halbreliefs ein Seitenprofil von Marx und eine Szene eines damaligen Gartenlokals, in der dieser den Lokalbesuchern den Kommunismus erklärt. Das andere Relief zeigt den 1901 hier initiierten Generalstreik der deutschen Glasarbeiter, deren Geist auch auf das Wirken von Karl Marx zurückgeführt wird. Auf der Rückseite dieser Darstellung ist die 11. Feuerbach-These von Marx eingemeißelt: „Die Philosophen haben die Welt nur verschieden interpretiert, es kommt aber darauf an, sie zu verändern.“ Die Einweihung fand am 1. Oktober 1964 im Beisein des Friedrichshainer Bürgermeisters Hans Höding sowie des Jugend- und Parteifunktionärs (FDJ/SED) Horst Klemm statt.